# Carlos Menem
Carlos Saúl Menem Akil (Anillaco, 2 de julho de 1930 – Buenos Aires, 14 de fevereiro de 2021) foi um político argentino que foi presidente da Argentina entre 8 de julho de 1989 a 10 de dezembro de 1999. Ele também foi senador pela província de La Rioja de 10 de dezembro de 2005 até sua morte. Ideologicamente, ele se identificava como peronista e buscava políticas economicamente liberais, atuando como presidente do Partido Justicialista de 1990 a 2001, com sua abordagem política chamada Menemismo.
Nascido em Anillaco, uma pequena cidade da província de La Rioja, numa família de imigrantes sírios, Menem foi criado como muçulmano, mas depois se converteu ao catolicismo romano para seguir carreira política pois, até 1994, a Constituição argentina exigia que o presidente fosse católico. Menem tornou-se peronista durante uma visita a Buenos Aires. Ele liderou o partido em sua província natal de La Rioja e foi eleito governador em 1973. Foi deposto e detido durante o golpe de Estado argentino de 1976 e foi eleito governador novamente em 1983. Ele derrotou o governador de Buenos Aires, Antonio Cafiero, nas eleições primárias para as eleições presidenciais de 1989, que ele ganhou. A hiperinflação e as revoltas populares forçaram o presidente Raúl Alfonsín a renunciar mais cedo, encurtando a transição presidencial.
Menem apoiou o Consenso de Washington e enfrentou a inflação com o plano de conversibilidade em 1991. O plano foi complementado por uma série de privatizações e conseguiu controlar a inflação. A Argentina restabeleceu relações diplomáticas com o Reino Unido, suspensas desde a Guerra das Malvinas, e desenvolveu relações especiais com os Estados Unidos. Durante o seu governo, o país sofreu dois ataques terroristas. A vitória peronista nas eleições legislativas de 1993 permitiu-lhe persuadir Alfonsín (então líder do partido de oposição UCR) a assinar o Pacto de Olivos para a reforma de 1994 à Constituição argentina. Essa emenda permitiu a Menem concorrer à reeleição em 1995, que ele venceu. Uma nova crise econômica começou e os partidos opostos formaram uma coalizão política que ganhou as eleições legislativas de 1997 e as eleições presidenciais de 1999.
Após sua presidência, várias figuras importantes de seu governo foram presas e consideradas culpadas de várias acusações criminais e de corrupção, incluindo tráfico ilegal de armas, desvio de dinheiro públicos, extorsão e suborno. Sua posição como senador lhe rendeu imunidade ao encarceramento. Menem concorreu à presidência novamente em 2003, mas diante de uma provável derrota no segundo turno contra Néstor Kirchner, ele optou por desistir, efetivamente entregando a presidência a Kirchner. Foi eleito senador por La Rioja em 2005.

## Primeiros anos
Carlos Saúl Menem nasceu em 1930 em Anillaco, uma pequena cidade no norte montanhoso da província de La Rioja, Argentina. Seus pais, Saúl Menem e Mohibe Akil, eram sírios de Iabrude que emigraram para a Argentina. Frequentou o ensino fundamental e médio em La Rioja e entrou para um time de basquete durante seus estudos universitários. Ele visitou Buenos Aires em 1951 com a equipe e conheceu o presidente Juan Perón e sua esposa Eva Perón, o que influenciou Menem a se tornar um peronista. Estudou direito na Universidade Nacional de Córdoba, graduando-se em 1955.
Após a queda do presidente Juan Perón em 1955, Menem foi brevemente encarcerado. Posteriormente, ingressou no sucessor do Partido Peronista, o Partido Justicialista (PJ). Foi eleito governador da província de La Rioja em 1973. Nessa qualidade, foi incluído na fuga para a Espanha que trouxe Perón de volta à Argentina após seu longo exílio. Segundo o político peronista Juan Manuel Abal Medina, Menem não teve nenhum papel especial no evento.

## Governador de La Rioja

### Primeiro mandato (1973 - 1976) e prisão
Menem foi eleito governador de La Rioja em 1973, quando a proscrição do peronismo foi suspensa. Foi deposto durante o golpe de estado argentino de 1976 que derrubou a presidente Isabel Martínez de Perón. Acusado de corrupção e de ter ligações com a guerrilha da Guerra Suja, foi detido em 25 de março, mantido por uma semana em um quartel local e depois transferido para uma prisão temporária no navio 33 Orientales, em Buenos Aires. Foi detido ao lado dos ex-ministros Antonio Cafiero, Jorge Taiana, Miguel Unamuno, José Deheza e Pedro Arrighi, os sindicalistas Jorge Triaca, Diego Ibáñez e Lorenzo Miguel, o diplomata Jorge Vázquez, o jornalista Osvaldo Papaleo e o ex-presidente Raúl Lastiri - dividia uma cela com Pedro Eladio Vázquez, médico pessoal de Juan Perón. Nesse período, ajudou o capelão Lorenzo Lavalle, apesar de ainda ser muçulmano. Em julho, ele foi enviado para Magdalena, para uma prisão permanente. Sua esposa Zulema o visitava todas as semanas, mas rejeitou sua conversão ao catolicismo romano. Sua mãe morreu durante o período em que ele estava preso, e o ditador Jorge Rafael Videla negou seu pedido para comparecer ao funeral. Foi libertado em 29 de julho de 1978, com a condição de que vivesse em uma cidade fora de sua província natal, sem sair dela, o que o fez se estabelecer em Mar del Plata.
Menem conheceu o almirante Eduardo Massera, que pretendia se candidatar à presidência, e teve encontros públicos com personalidades como Carlos Monzón, Susana Giménez e Alberto Olmedo. Como resultado, ele foi forçado a residir em outra cidade, Tandil, devendo se apresentar diariamente ao delegado Hugo Zamora. Esta residência forçada foi suspensa em fevereiro de 1980, o que lhe permitiu retornar a Buenos Aires e depois a La Rioja. Ele retomou suas atividades políticas, apesar da proibição, e foi detido novamente. Sua nova residência forçada foi em Las Lomitas, na província de Formosa. Foi um dos últimos políticos a ser libertado da prisão pelo Processo de Reorganização Nacional.

### Segundo mandato (1983 - 1989)
O regime militar terminou em 1983 e o Radical Raúl Alfonsín foi eleito presidente. Menem concorreu a governador novamente e foi eleito por uma margem clara. A província se beneficiou de regulamentações tributárias estabelecidas pelos militares, o que permitiu um maior crescimento industrial. Seu partido obteve o controle da legislatura provincial e ele foi reeleito em 1987 com 63% dos votos. O Partido Justicialista da época estava dividido em duas facções, os conservadores que ainda apoiavam as doutrinas políticas de Juan e Isabel Perón, e os que propunham a renovação do partido. As disputas internas cessaram em 1987. Menem, com sua proeminente vitória em seu distrito, foi uma das principais figuras do partido e disputou sua liderança.

## Eleições presidenciais
Antonio Cafiero, eleito governador da Província de Buenos Aires, liderou a renovação do Partido Justicialista e foi considerado o seu provável candidato à presidência. Menem, por outro lado, era visto como um líder populista. Usando uma abordagem de grande tenda, ele obteve o apoio de várias figuras políticas não relacionadas. Como resultado, ele derrotou Cafiero nas eleições primárias. Ele buscou alianças com Bunge & Born, dirigentes sindicais, ex-membros dos Montoneros, e AAA, pessoas da igreja, "Carapintadas", etc. Ele prometeu uma "revolução da produção" e grandes aumentos salariais, mas não estava claro exatamente quais políticas ele estava propondo. O candidato rival, Eduardo Angeloz, tentou apontar os erros cometidos por Menem e Alfonsín. Jacques de Mahieu, um ideólogo francês do movimento peronista (e ex-colaborador de Vichy), foi fotografado fazendo campanha para Menem.
As eleições foram realizadas em 14 de maio de 1989. Menem venceu por ampla margem e tornou-se o novo presidente. Estava programado para assumir o cargo em 10 de dezembro, mas os níveis de inflação pioraram, crescendo em hiperinflação, causando distúrbios públicos. O presidente Alfonsín renunciou e transferiu o poder para Menem cinco meses antes, em 8 de julho. A ascensão de Menem marcou a primeira vez, desde que Hipólito Yrigoyen assumiu o cargo em 1916, que um presidente em exercício transferiu pacificamente o poder para um sucessor eleito da oposição.

## Pós-presidência

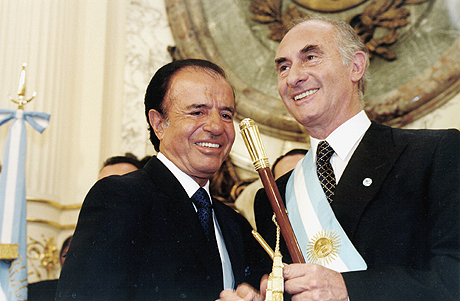
Menem com o novo presidente, Fernando de la Rúa, em 10 de dezembro de 1999.

Menem concorreu em 2003 e obteve o maior número de votos, 24%, no primeiro turno da eleição presidencial de 27 de abril de 2003, embora os votos tenham sido divididos entre vários partidos. De acordo com a emenda de 1994, um candidato presidencial pode vencer sem rodeios ganhando 45% dos votos, ou 40% se a margem de vitória for de 10 ou mais pontos percentuais. Isso preparou o terreno para a primeira votação da Argentina entre Menem e o segundo colocado, o peronista Néstor Kirchner, que recebeu 22%, a  qual estava agendada para 18 de maio. No entanto, nessa época, Menem havia se tornado muito impopular - pesquisas previam que ele enfrentaria uma derrota quase certa para Kirchner no segundo turno. A maioria das pesquisas mostrou Kirchner tendo pelo menos 60 por cento dos votos, e pelo menos uma pesquisa mostrou Menem perdendo por até 50 pontos. Para evitar uma derrota humilhante, Menem retirou sua candidatura em 14 de maio, efetivamente entregando a presidência a Kirchner.
Ángel Maza, o governador eleito de La Rioja, era aliado de Menem e havia feito campanha por ele. No entanto, as finanças provinciais fracas forçaram Maza a mudar seu apoio a Kirchner, o que enfraqueceu ainda mais a influência de Menem. Em junho de 2004, Menem anunciou que havia fundado uma nova facção dentro do Partido Justicialista, chamada "Peronismo Popular". Anunciou sua intenção de concorrer às eleições de 2007. Em 2005, a imprensa noticiou que ele estava tentando formar uma aliança com seu ex-ministro da Economia, Cavallo, para lutar nas eleições parlamentares. Menem disse que houve apenas conversas preliminares e não resultou numa aliança. Nas eleições de 23 de outubro de 2005, Menem ganhou o assento minoritário no Senado representando sua província natal. Os dois assentos atribuídos à maioria foram conquistados pela facção do presidente Kirchner, localmente liderada por Ángel Maza.
Menem concorreu a governador de La Rioja em agosto de 2007, mas foi derrotado. Ele terminou em terceiro lugar com cerca de 22% dos votos. Isso foi visto como uma derrota catastrófica, sinalizando o fim de seu domínio político em La Rioja. Foi a primeira vez em 30 anos que Menem perdeu uma eleição. Após a derrota em sua província natal, ele retirou sua candidatura à presidência. No final de 2009, ele anunciou que pretendia concorrer à presidência novamente nas eleições de 2011, mas concorreu a um novo mandato como senador.

### Acusações de corrupção
Em 7 de junho de 2001, Menem foi preso devido a um escândalo de exportação de armas. O esquema baseava-se nas exportações para o Equador e a Croácia em 1991 e 1996. Foi mantido em prisão domiciliar até novembro. Ele compareceu a um juiz no final de agosto de 2002 e negou todas as acusações. Menem e sua segunda esposa chilena Cecilia Bolocco, com quem tinha um filho, fugiram para o Chile. As autoridades judiciais argentinas solicitaram repetidamente a extradição de Menem para enfrentar acusações de peculato. Este pedido foi rejeitado pela Suprema Corte do Chile, visto que, de acordo com a lei chilena, as pessoas não podem ser extraditadas para interrogatório. Em 22 de dezembro de 2004, após o cancelamento dos mandados de prisão, Menem voltou com sua família para a Argentina. Ele ainda enfrenta acusações de peculato e não declaração de fundos ilegais em um banco suíço. Foi declarado inocente dessas acusações em 2013.
Em agosto de 2008, a BBC informou que Menem estava sendo investigado por seu papel na explosão do Rio Tercero em 1995, que teria sido parte do escândalo de armas envolvendo a Croácia e o Equador. Na sequência de uma decisão do Tribunal de Recursos que considerou Menem culpado de contrabando agravado, ele foi condenado a sete anos de prisão em 13 de junho de 2013, por seu papel no contrabando ilegal de armas para o Equador e a Croácia. Sua posição como senador lhe rendeu imunidade ao encarceramento e sua idade avançada (82 anos) proporcionou-lhe a possibilidade de prisão domiciliar. Seu ministro da Defesa durante as vendas de armas, Oscar Camilión, foi condenado simultaneamente a cinco anos e meio. Menem estava agendado para comparecer a um julgamento sobre a matéria da qual era acusado de "responsabilidade indireta", em 24 de fevereiro de 2021, mas morreu dez dias antes disso.
Em dezembro de 2008, a multinacional alemã Siemens concordou em pagar uma multa de 800 milhões de dólares ao governo dos Estados Unidos e cerca de 700 milhões de euros ao governo alemão, para resolver as acusações de suborno. O acordo revelou que Menem havia recebido cerca de 2 milhões de dólares em subornos da Siemens em troca da concessão do contrato de produção de carteira de identidade e passaporte para a Siemens. Menem negou as acusações, mas concordou em pagar uma multa.
Em 1 de dezembro de 2015, Menem também foi considerado culpado de peculato e condenado a quatro anos e meio de prisão. Domingo Cavallo, seu ministro da Economia, e Raúl Granillo Ocampo, ex-ministro da Justiça de Menem, também receberam sentenças de prisão de mais de três anos por participarem do esquema e foram obrigados a reembolsar centenas de milhares de pesos em bônus ilegais.

## Problemas de saúde e morte
Em 13 de junho de 2020, Menem foi hospitalizado devido a um caso grave de pneumonia e colocado na terapia intensiva. Ele teve resultado negativo para COVID-19 e recebeu alta em 29 de junho de 2020, três dias antes de seu 90.º aniversário. Em 15 de dezembro de 2020, ele foi hospitalizado novamente no Sanatório Los Arcos devido a uma infecção urinária. Em 24 de dezembro de 2020, Menem foi induzido ao coma após uma insuficiência renal.
Morreu em 14 de fevereiro de 2021, aos 90 anos de idade, após ficar internado por complicações de uma infecção urinária.

## Legado e imagem pública
No início de sua carreira, Menem ostentava uma imagem semelhante aos antigos caudilhos, como Facundo Quiroga e Chacho Peñaloza, tendo preparado suas costeletas de maneira semelhante. Sua posse presidencial contou com a presença de vários gaúchos.
Ao contrário da tradição peronista, Menem não preparou grandes comícios na Plaza de Mayo para se dirigir ao povo desde a varanda da Casa Rosada. Em vez disso, ele aproveitou ao máximo os meios de comunicação de massa, como a televisão.
A administração de Menem foi exaltada pelos libertários Javier Milei e Diego Giacomini no final dos anos 2010, depois de ser pouco criticada durante e pelo kirchnerismo. Alguns economistas liberais como José Luis Espert e Alberto Benegas Lynch também fizeram uma abordagem crítica em relação à presidência de Menem.
Ao contrário de outras autoridades peronistas, Menem votou a favor do Tratado de Paz e Amizade de 1984 entre o Chile e a Argentina. O presidente chileno, Patricio Aylwin, inicialmente cético em relação ao seu homólogo argentino, mudou de opinião com o tempo, dizendo a certa altura: "este turco conquista a todos". O sucessor de Aylwin, Eduardo Frei Ruiz-Tagle teve relações particularmente calorosas com Menem. Tudo isso fez com que seus críticos o rotulassem de "prochiliano". O presidente do Chile, Sebastián Piñera, o chamou de "um bom amigo do Chile". Da mesma forma, o ex-chanceler chileno José Miguel Insulza chamou Menem de "um dos melhores amigos do Chile".